# Gewiss-Bianchi

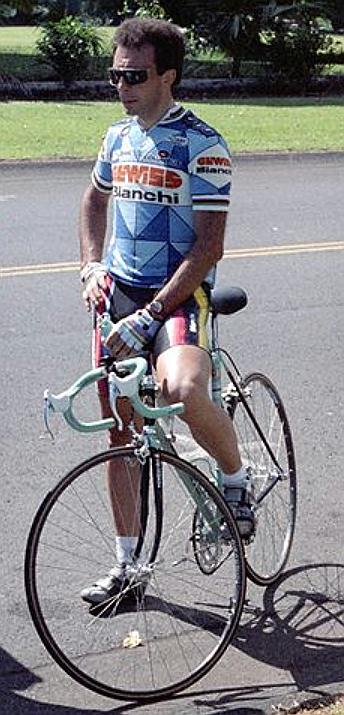
Moreno Argentin al 1987

L'equip Gewiss-Bianchi, conegut anteriorment com a Magniflex, San Giacomo o Sammontana, va ser un equip ciclista italià, de ciclisme en ruta que va competir entre 1973 a 1989.
No s'ha de confondre amb els equips Sammontana, Magniflex-Famcucine, Magniflex-Olmo, Magniflex-Centroscarpa o Gewiss-Ballan.

## Principals resultats
- Giro del Vèneto: Alfio Vandi (1976), Jesper Worre (1983), Moreno Argentin (1984, 1988)
- Giro de Toscana: Giuseppe Perletto (1978), Renato Piccolo (1987)
- Setmana Siciliana: Moreno Argentin (1984), Bruno Leali (1989)
- Lieja-Bastogne-Lieja: Moreno Argentin (1985, 1986, 1987)
- Volta a Dinamarca: Moreno Argentin (1985)
- Volta a Llombardia: Moreno Argentin (1987)
- Volta a Suècia: Jesper Worre (1988)
- Gran Premi del cantó d'Argòvia: Paolo Rosola (1989)

### A les grans voltes
- Giro d'Itàlia
  - 17 participacions (1973, 1974, 1975, 1976, 1977, 1978, 1979, 1980, 1981, 1982, 1983, 1984, 1985, 1986, 1987, 1988, 1989)
  - 26 victòries d'etapa:
    - 1 el 1976: Daniele Tinchella
    - 4 el 1977: Wilmo Francioni (2), Giancarlo Tartoni, Giuseppe Perletto
    - 2 el 1978: Giuseppe Martinelli, Giuseppe Perletto
    - 1 el 1979: Giuseppe Martinelli
    - 1 el 1980: Giuseppe Martinelli
    - 2 el 1981: Moreno Argentin (2)
    - 1 el 1982: Moreno Argentin
    - 2 el 1983: Moreno Argentin (2)
    - 2 el 1984: Moreno Argentin (2)
    - 2 el 1985: Paolo Rosola (2)
    - 6 el 1987: Moreno Argentin (3), Paolo Rosola (3)
    - 2 el 1988: Paolo Rosola (2)

  - 0 classificació finals:
  - 3 classificacions secundàries:
    - Classificació dels joves: Alfio Vandi (1976), Alberto Volpi (1985)
    - Gran Premi de la muntanya: Claudio Bortolotto (1980)

- Tour de França
  - 0 participacions

- Volta a Espanya
  - 4 participacions (1975, 1977, 1980, 1987)
  - 13 victòries d'etapa:
    - 6 el 1975: Marino Basso (6)
    - 1 el 1977: Giuseppe Perletto
    - 3 el 1980: Roberto Visentini (2), Giuseppe Martinelli
    - 3 el 1987: Roberto Pagnin (2), Paolo Rosola

  - 0 classificacions secundàries: